# 舛田圭太
舛田 圭太（ますだ けいた、1979年2月27日 - ）は、石川県出身の日本のバドミントン選手（既に現役引退）。現在はコーチ。金沢市立犀生中学校-金沢市立工業高等学校-日本体育大学を経てトナミ運輸で活躍。現在はトナミ運輸にコーチとして籍を置きながら、主に2009年に就任した日本代表ナショナルチームコーチ（担当は主に男子シングルス）として活躍している。シドニー五輪・アテネ五輪・北京五輪3大会日本代表。身長174cm、体重75kg。右利き。

## 概要
日本国内最高峰の大会である全日本総合バドミントン選手権大会で、男子シングルス優勝5回（5連覇）、男子ダブルス優勝5回（2連覇&3連覇）、混合ダブルス優勝4回（4連覇）、全種目通算14回（最多記録）の優勝を果たした。日本のバドミントン選手では初めて3度（最多記録タイ）のオリンピック出場を果たしており、その種目を問わない高いユーティリティ性と長年日本の頂点に君臨していた実績から、日本バドミントン史上最高の選手との呼び声も高い選手である。

バドミントンを始めたのは、父親がプレイをしていてジュニアクラブの指導もしていたのがきっかけである。高校時代は1995年のインターハイ男子シングルスで全国大会初優勝。同年の全日本総合バドミントン選手権大会で、高校生として史上初めて男子シングルスの決勝に進み準優勝。1996年のインターハイ男子シングルスで優勝し、同種目の2連覇を達成。

1997年に日本体育大学に進学し、シングルスではライバルであり、国際大会などではダブルスを組んでいた八代東高校出身の大束忠司と同僚となる。同年の全日本総合バドミントン選手権大会で男子シングルスの決勝に進み準優勝。1998年の全日本総合バドミントン選手権大会の男子シングルスでついに初優勝を飾る。さらに男子ダブルスも制し、2冠を達成する。以後、男子シングルスは2002年まで5連覇（史上2人目）、男子ダブルスは1999年も制し2連覇し、2年挟んで2002年から2004年まで3連覇を果たす。

2000年のシドニーオリンピックに男子シングルスの日本代表としてオリンピック初出場を果たす。2002年にはヨネックスオープンジャパンで男子シングルス3位入賞という日本人男子として2人目となる20年振りの快挙を成し遂げた。2003年まではシングルスとダブルスを両立していたが、2004年の全日本総合バドミントン選手権大会を最後にダブルスに専念することを表明。日本リーグや全日本実業団選手権などの団体戦では、チーム事情により、シングルスに出場することもあったが、個人戦でのシングルス出場はこれが最後となった。2004年のアテネオリンピックにパートナーの大束忠司と共に男子ダブルスの日本代表として2度目のオリンピック出場を果たす。2006年のトマス杯では日本代表チームを引っ張り、ベスト8に導いた。2007年はフランス・オープンで3位入賞し、スーパーシリーズで初めてベスト4に入った。その後、海外を転戦して世界ランキングを上げ、北京オリンピックに男子ダブルスの日本代表に選出された。舛田自身はバドミントン日本代表初の3大会連続での選出となった。北京オリンピック本番では、初戦のインドネシアペアにファイナルで勝利し、準々決勝に進出。3度目のオリンピックでついに悲願でもあった初勝利を飾った。準々決勝では格上の韓国ペアにファイナルまでもつれる激戦の末に敗れ、日本男子バドミントン選手としては、1992年バルセロナオリンピックの松野修二・松浦進二組以来となるベスト8入賞となった。同年のヨネックスオープンジャパンの男子ダブルス準々決勝で舛田自身が"憧れの選手"と語るシドニーオリンピック金メダリストのチャンドラ・ウィジャヤ・トニー・グナワンペアを破り、準決勝に進出。準決勝では北京五輪4位入賞のデンマークペアに惜しくも敗れるが、堂々の3位入賞を果たす。2008年度を最後に男子ダブルスのパートナーである大束が引退を表明し、舛田の今後の動向についても注目されていたが、2009年から日本代表コーチに就任した。選手としてはナショナルチームからの引退は表明したが、現役引退はしない意向を示し、雑誌のインタビューで「全日本総合バドミントン選手権大会で男子シングルスを5回、男子ダブルスを5回、混合ダブルスを4回優勝しているから、あともう1回混合ダブルスを優勝すれば、全種目5回優勝になるから2009年も出ようと思っている」と語ったが、結局選手として団体戦、個人戦を含めて出場することはなく、日本リーグ最終日で引退を発表した。

## プレイスタイル
- シングルス
  - 自身の最大の武器でもある初速300kmを超えるスマッシュを最大限に生かす配球をする。相手がロブを上げたらスマッシュ→ネット前にダッシュ→ヘアピン→スマッシュの繰り返しである。この単純ともいえる超攻撃的なスタイルで長い間日本のトップとして君臨した。守備面ではフットワークが速いタイプではないが、的確なポジショニングを取り、相手にエースを許さない巧みさを持ち合わせている。大学に入学した頃から本格的にダブルスにも力を入れ始めた影響からダブルスの特徴でもある速いタッチでのレシーブをシングルスでも生かし、本人曰く“ダブルス的シングルス”という独自のスタイルを築いた。
- ダブルス
  - パートナーの大束忠司が相手のスマッシュやドライブをカットしてネット前に落として前衛に入り、後衛から舛田がスマッシュを打つパターンが基本的なスタイルである。その豪快なスマッシュにばかり目がいきがちだが、相手の配球を読む勘や巧みなネット前の技術は年齢を重ねるに連れて円熟味を増し、スマッシュにも劣らない彼の武器になっていった。ラリーポイント制導入以後、“速く・低く・上げない”というスピード重視の攻撃的なスタイルが男子ダブルスの主流となってきたが、舛田・大束は時代と逆行する“奥までしっかりと上げてレシーブから攻撃の糸目を探す”という守備的なオールドスタイルを貫いている。日本代表ヘッドコーチである朴柱奉からは、「オールドスタイルは世界では通用しない。プレイスタイルを変えなさい。」とアドバイスされたが、年齢的に今から従来のスタイルを捨て、一から新たなスタイルを築いていくのは無理だと判断して拒否した。しかし、結果を残すことで最後は朴柱奉からも「あれが舛田・大束にとっては最高のスタイル」だと理解を示してくれたことをバドミントンマガジンのインタビューで語っている。
- 混合ダブルス
  - 混合ダブルスの一般的な戦略である女子選手が前衛でチャンスメイクし、男子選手が後衛からスマッシュを打つというスタイルを基本線としている。ただ舛田とペアを組んでいたルネサスの前田美順も女子選手としては、強力なスマッシュを武器としているので、一般的な混合ダブルスより攻撃面では充実していた。

## エピソード
- 自他共に認める明るい性格で、日本バドミントン協会主催のファンイベントでは、そのキャラクターを生かして司会進行役を務めたこともある。
- 優勝が決まった瞬間の喜び方が派手で全日本総合選手権で男子シングルス3連覇を達成した時は、ラケットを上に放り投げて喜びを表した。
- 試合前にする縁起担ぎは、ラケットのグリップテープを変えること。
- 1998年に全日本総合選手権大会の男子シングルス・男子ダブルスを19歳9ヶ月で制覇し、同大会の男子シングルス・男子ダブルスの最年少優勝記録保持者となったが、2008年にNTT東日本の田児賢一が19歳4ヶ月で男子シングルスを優勝し更新された。男子ダブルスの最年少優勝記録は現在も保持している。
- 上記の大会で男子シングルス決勝に臨む田児に「（この年に田児が優勝すると、舛田が保有する史上最年少優勝記録を更新されてしまうため）もう1年優勝を待ってくれないか？」と冗談で声を掛けたことを優勝後のインタビューで田児が明かした。
- 実妹の舛田恵も実業団選手としてプレーしていた。
- コーチとして「明るく厳しく」をモットーにしているとか。

## 主な成績
国内大会
- インターハイ
  - 男子シングルス 1995年-1996年 2連覇
- インカレ
  - 男子シングルス 1998年-1999年 2連覇
  - 男子ダブルス 1998年-2000年 3連覇
- 全日本総合選手権大会
  - 男子シングルス 1998年-2002年 5連覇
  - 男子ダブルス 1998年-1999年 2連覇 2002年-2004年 3連覇
  - 混合ダブルス 2005年-2008年 4連覇
- 全日本社会人選手権大会
  - 男子ダブルス 2001年-2002年 2連覇 2005年 優勝

国際大会
- 1999年
  - グアテマラ国際 男子ダブルス ベスト4
  - メキシコ国際 男子ダブルス 準優勝
- 2000年
  - キューバ国際 男子ダブルス 優勝
  - フランス国際 男子ダブルス 優勝
  - シドニーオリンピック 男子シングルス出場
- 2002年
  - ヨネックスオープンジャパン 男子シングルス ベスト4
- 2003年
  - モーリシャス国際 男子シングルス 優勝、男子ダブルス ベスト4
  - ワイカト国際（ニュージーランド）男子ダブルス 準優勝
  - USオープン 男子ダブルス ベスト4
  - グアテマラ国際 男子ダブルス 優勝
- 2004年
  - スウェーデン国際 男子ダブルス ベスト4
  - イラン国際 男子ダブルス 準優勝
  - モーリシャス国際 男子ダブルス 優勝
  - アテネオリンピック 男子ダブルス出場
- 2005年
  - 中国マスターズ 男子ダブルス ベスト4
  - オランダ・オープン 男子ダブルス 準優勝
- 2007年
  - USオープン 男子ダブルス&混合ダブルス 優勝
  - ヨネックスオープンジャパン 男子ダブルス ベスト8
  - フランス・オープン 男子ダブルス ベスト4
- 2008年
  - 北京オリンピック 男子ダブルス ベスト8
  - ヨネックスオープンジャパン 男子ダブルス ベスト4、混合ダブルス ベスト8